# Barbet
 Der er for få eller ingen kildehenvisninger i denne artikel, hvilket er et problem. Du kan hjælpe ved at angive troværdige kilder til de påstande, som fremføres i artiklen.

Barbet (FCI# 105), er en fransk hunderace. Barbet er en vandhund i gruppen af apporterende jagthunde med rødder tilbage til middelalderens Mellem-Europa. Den går også nogen steder under navnet barbillot og var, i lighed med puddel, også kendt som caniche. Racen nævnes i flere skrifter fra 1500-tallet, men er nok en god del ældre end dette.